# 普里莫爾斯凱 (貝赫泰里市鎮)
46°6′11″N 32°24′26″E / 46.10306°N 32.40722°E

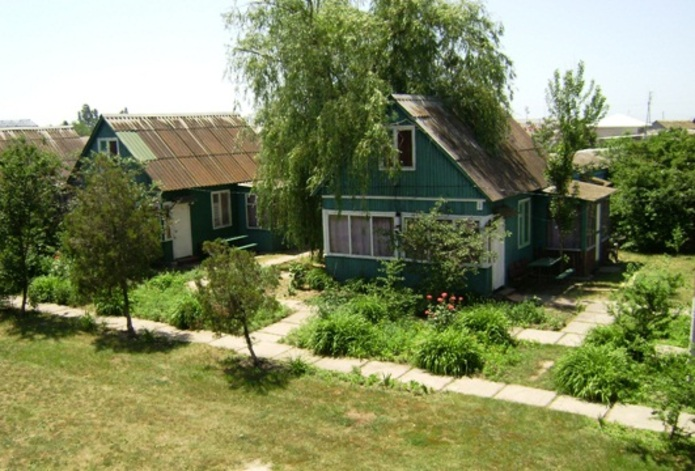
休闲中心

普里莫爾斯凯（烏克蘭語：Приморське）是位於烏克蘭南部的村莊，由赫爾松州斯卡多夫斯克區的貝赫泰里市鎮負責管轄。該村始建於1927年，面積0.56平方公里，2001年人口368，人口密度每平方公里661.9人。